# Balatonmagyaród

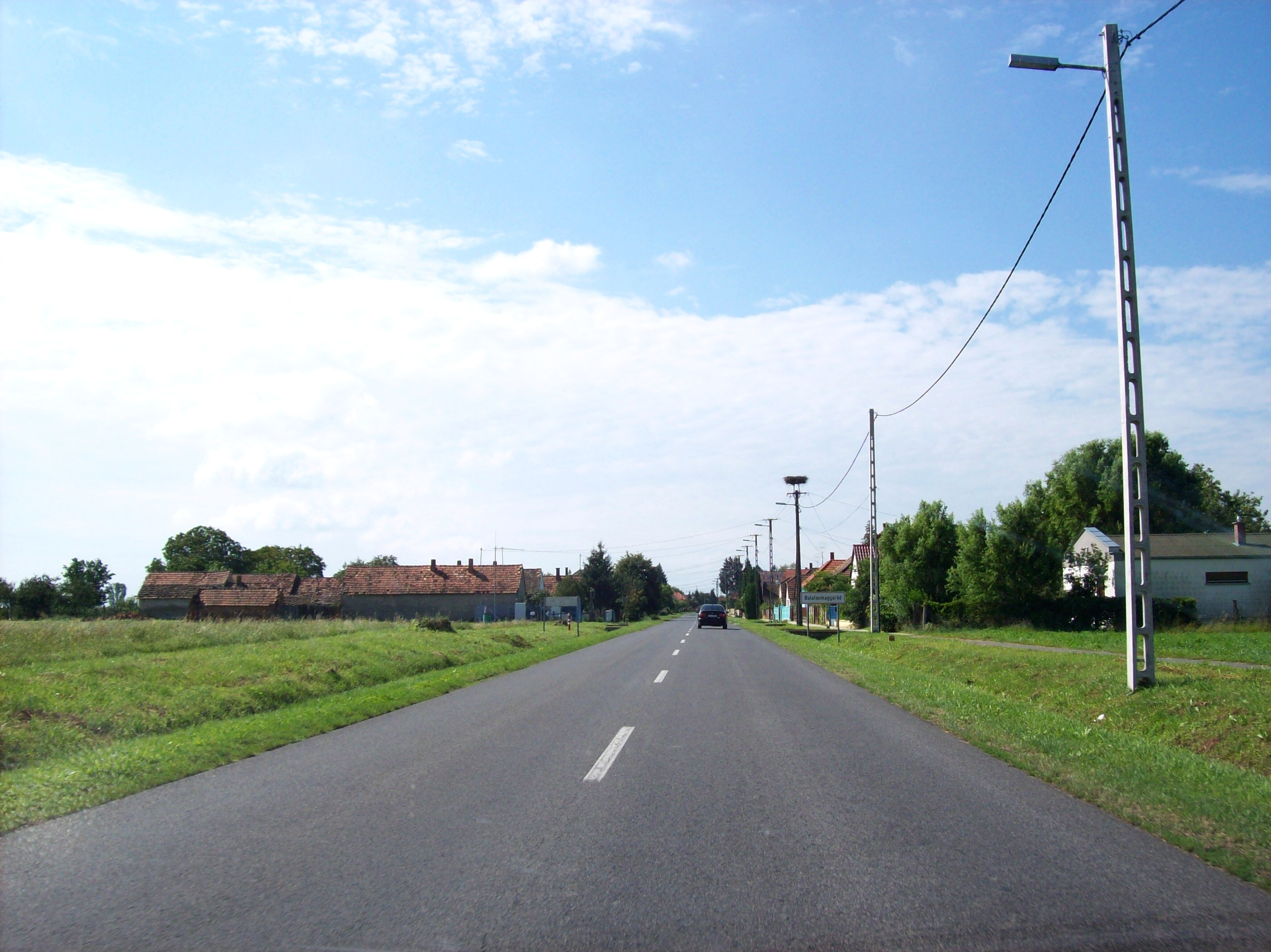
Balatonmagyaród

Balatonmagyaród je obec ležící v okresu Zalakaros župy Zala v jihozápadní části Maďarska. Žije tu 427 obyvatel.

## Poloha
Balatonmagyaród leží mezi obcemi Zalakomár a Sármellék. V blízkosti se nachází Kis-Balaton s ostrovem Kányavári sziget. Oblast je součástí národního parku Balaton-felvidéki Nemzeti Park.